# فيل ريد (سياسي)
فيل ريد (بالإنجليزية: Phil Reed)‏ هو سياسي أمريكي، ولد في 21 فبراير 1949، وتوفي في 6 نوفمبر 2008.